# ロリータ・ゴー・ホーム
『ロリータ・ゴー・ホーム』（Lolita Go Home）は、ジェーン・バーキンが1975年に発表した、ソロ名義では2作目のスタジオ・アルバム。

## 解説
収録曲のうち4曲は、アメリカ合衆国のスタンダード・ナンバーである。音楽的には、1970年代当時のソウル色が取り入れられている。
ジョン・ブッシュはオールミュージックにおいて5点満点中1.5点を付け「バーキンの歌は、後にキャリアを重ねて上達していくが、この1970年代中期に発表された、お遊びのような作品に関しては、アートワークしか価値がない」と評している。一方、サエキけんぞうは2001年、全体像に関して「歌声に余裕が出始めたジェーンの潤沢な女性らしさを存分に楽しめる」、スタンダード・ナンバーのカヴァーに関して「粋なアレンジでリラックスして楽しめ、出来がなかなかいい」と評している。
タイトル曲は、小林麻美のシングル「雨音はショパンの調べ」（1984年）のB面曲として、小林自身の手による日本語詞でカヴァーされた。また、同曲はカヒミ・カリィのEP「Girly」（1994年）において、オリジナルに基づく歌詞でカヴァーされた。

## 収録曲
特記なき楽曲は作詞：フィリップ・ラブロ／作曲：セルジュ・ゲンスブール。
1. ロリータ・ゴー・ホーム - "Lolita Go Home" - 3:08
2. 恋とはどんなものかしら - "What Is This Thing Called Love?" - 2:28
  - 作詞・作曲：コール・ポーター
3. ベベ・ソング - "Bebe Song" - 2:41
4. いつかどこかで - "Where or When" - 3:20
  - 作詞：ロレンツ・ハート／作曲：リチャード・ロジャース
5. なぐさめ - "Si ça peut te consoler" - 3:04
6. ラヴ・フォー・セール - "Love for Sale" - 3:41
  - 作詞・作曲：コール・ポーター
7. ジャスト・ミー・アンド・ユー - "Just Me and You" - 2:45
8. おちゃめな娘 - "La fille aux claquettes" - 2:34
  - 作詞・作曲：セルジュ・ゲンスブール
9. つまらぬ事 - "Rien pour rien" - 3:06
10. フレンチ・グラフィティ - "French Graffiti" - 2:44
11. 小さなホテル - "There's a Small Hotel" - 3:05
  - 作詞：ロレンツ・ハート／作曲：リチャード・ロジャース